# Beetzendorf
Beetzendorf är en kommun och ort i Altmarkkreis Salzwedel i förbundslandet Sachsen-Anhalt i Tyskland.
De tidigare kommunerna Bandau, Jeeben, Hohentramm, Mellin och Tangeln uppgick i Beetzendorf den 1 januari 2009.
Kommunen ingår i förvaltningsgemenskapen Beetzendorf-Diesdorf tillsammans med kommunerna Apenburg-Winterfeld, Dähre, Diesdorf, Jübar, Kuhfelde, Rohrberg och Wallstawe.